# Åke Seyffarth
Karl Åke Seyffarth, född 15 december 1919 i Stockholm, död 1 januari 1998 i Mora, var en svensk idrottsman (skridsko, cykel).
Åke Seyffarth föddes som son till maskinarbetaren Karl Fredrik Kristian Seyffarth. 
Efter  folkskolan anställdes han vid företaget Velociped AB Lindblad i Stockholm. Från 1944 innehade han Seyffarths cykel & sportaffär i Stockholm. Vid 15 års ålder började han tävla på cykel. Som cyklist hade han sina största framgångar på 50 kilometer, där han 1939–1940 och 1943 var svensk mästare. Han var dock mångsidig: år 1939 blev han den cyklist som erhållit lägsta sammanlagda placeringssiffra i årets svenska tävlingar. År 1942 kom han på andra plats i sexdagarsloppet. Syffarth hade även framgångar som bancyklist och som skridskoåkare. 
Som skridskoåkare tävlade han första gången säsongen 1939–1940, då han blev svensk mästare på alla fyra sträckorna och vid tävlingarna i Hamar nådde han värdsklassen med tiden 17 minuter och 16,2 sekunder på 10.000 meter. Vid tävlingar i Schweiz förbättrade han 1941-1942 de här åren världsrekorden på 3.000 och 5.000 meter. Säsongerna 1943–1946 dreabbades Syffarth av sjukdom och skador, men lyckades ändå räknas i världseliten. År 1947 blev han europamästare och trea i VM. I vinter-OS 1948 blev Seyffarth silvermedaljör på 1 500 meter skridsko och guldmedaljör på 10 000 meter. Samma år blev han åter svensk mästare på alla fyra sträckor.
Han tävlade för IF Linnéa i Stockholm.
Han medverkade, som sig själv, i filmen Pappa Bom. Han ligger begravd i minneslunden på Skogskyrkogården.